# Marcos Knight
Marcos Shyderrick Knight (Dublin (Georgia), 24 de septiembre de 1989) es un baloncestista estadounidense que actualmente juega en el BC UNICS de la VTB United League. Con 1,88 metros de estatura, juega en la posición de escolta.

## Trayectoria deportiva
Knight se formó en la Middle Tennessee State University, donde acabó con unos promedios de 12.6 puntos, 5.8 rebotes y 2.5 asistencias en su año de graduación. Su carrera profesional ha discurrido íntegramente en Alemania. Allí debutó en 2014 con el Bike-Cafe Messingschlager Baunach de la ProA con unas estadísticas de 15.6 puntos, 6 rebotes y 2.6 asistencias. Pese a comenzar su segundo año en el MLP Academics Heidelberg, tras cuatro encuentros firmó con el Science City Jena, al que ayudó a ascender a la easyCredit Bundesliga.
En su debut en la máxima categoría del baloncesto alemán, Knight tuvo un impacto inmediato, ya que en los 25 encuentros que disputó con el Science City Jena, Knight atesoraría unas medias de 18.1 puntos (48% en tiros de dos, 39.6% en triples y 84.6% en tiros libres), 6.4 rebotes, 3 asistencias y 18.4 de valoración. Unos números que le situarían como el segundo máximo anotador, el decimoprimer máximo reboteador y el tercer jugador más valorado de la Bundesliga.
En abril de 2017, el club aragonés y el jugador estadounidense llegan a un acuerdo para que el escolta refuerce la disciplina del conjunto rojillo hasta el final de curso. El último fichaje de Tecnyconta Zaragoza llega procedente del Science City Jena de la liga alemana.
En enero de 2019, vuelve a Alemania para jugar en las filas del MHP Riesen Ludwigsburg de la Basketball Bundesliga, tras abandonar el club turco del Afyonkarahisar Belediyespor, con el que promediaba 18.1 puntos, 6.4 rebotes y 3 asistencias por partido.
En noviembre de 2021, firma por el ASVEL Lyon-Villeurbanne de la Pro A francesa, para sustituir al lesionado David Lighty.
El 28 de julio de 2022 firmó con el BC Samara de la VTB United League.